# Piper pseudogrande
Piper pseudogrande är en pepparväxtart som beskrevs av Truman George Yuncker. Piper pseudogrande ingår i släktet Piper och familjen pepparväxter. Inga underarter finns listade i Catalogue of Life.